# Ардеоань
Ардеоань, Ардеоані (рум. Ardeoani) — село у повіті Бакеу в Румунії. Входить до складу комуни Ардеоань.
Село розташоване на відстані 236 км на північ від Бухареста, 25 км на захід від Бакеу, 102 км на південний захід від Ясс, 123 км на північний схід від Брашова.

## Населення
За даними перепису населення 2002 року у селі проживали 1614 осіб, усі — румуни. Усі жителі села рідною мовою назвали румунську.